# Юри Екишев
Юри Анатолиевич Екишев (на руски: Юрий Анатольевич Екишев) е руски писател, драматург и сценарист, математик, политически и религиозен деец, политически затворник.

## Биография
Юри Екишев е роден на 6 април 1964 година в град Сиктивкар, АССР Коми.
През 1981 година завършва с отличие гимназия и е в състава на Съветския отбор за участие в Международната олимпиада по математика, проведена във Вашингтон (САЩ), където печели сребърен медал.